# Eordaea (bướm đêm)
Eordaea  là một chi bướm đêm thuộc họ Erebidae.